# Méthode PN
La méthode PN permet la résolution de l'équation du transfert radiatif (ou équation de Boltzmann) utilisée pour la propagation des particules telles photons, neutrons, neutrinos, etc. Cette méthode été introduite par James Jeans (1917). Elle consiste en un développement de la solution sur une base de polynômes orthogonaux.

## L'équation du transfert radiatif
Dans le cas d'un milieu stationnaire unidimensionnel en espace comportant émission, diffusion élastique (sans changement de fréquence) et absorption la propagation est décrite par l'équation équation intégro-différentielle linéaire suivante
{\displaystyle \mu {\frac {\mathrm {d} L(x,\mu )}{\mathrm {d} x}}+\kappa _{t}(x)L(x,\mu )=S(x,\mu )+2\pi \kappa _{d}\int _{-1}^{1}{\mathcal {P}}(\mu ,\mu ')L(x,\mu )\mathrm {d} \mu }
où
| {\displaystyle L(x,\mu )}                                    | luminance (spectrale ou intégrée),                                                            |
| {\displaystyle x}                                            | variable d'espace                                                                             |
| {\displaystyle \mu =\cos(\theta )}                           | donne la direction de propagation pour une fonction de phase supposée de révolution,          |
| {\displaystyle \theta }                                      | angle de colatitude pour des coordonnées sphériques,                                          |
| {\displaystyle \kappa _{t}(x)=\kappa _{a}(x)+\kappa _{d}(x)} | coefficient d'extinction totale,                                                              |
| {\displaystyle \kappa _{a}(x)}                               | coefficient d'absorption,                                                                     |
| {\displaystyle \kappa _{d}(x)}                               | coefficient d'extinction par diffusion,                                                       |
| {\displaystyle {\mathcal {P}}(\mu ,\mu ')}                   | fonction de phase (supposée entièrement définie par la déviation au cours d'une interaction), |
| {\displaystyle S(x,\mu )}                                    | fonction source volumique.                                                                    |

## Mise en œuvre de la méthode
La base du développement choisie sera :
- en bidimentionnel des harmoniques sphériques,
- si la solution est à symétrie azimutale (cas traité ici) on choisit généralement des polynômes de Legendre notés P, quoique beaucoup d'autres choix soient possibles.

### Le développement
La luminance est supposée de forme suivante, à variables séparées
{\displaystyle L(x,\mu )=\sum _{i=0}^{N}{\frac {2i+1}{2}}P_{i}(\mu )L_{i}(x)}
L'orthogonalité des polynômes s'écrit
{\displaystyle \int _{-1}^{1}P_{i}(\mu )P_{j}(\mu )\mathrm {d} \mu ={\frac {2}{2i+1}}\delta _{ij}}
où δij est la fonction de Dirac.
En multipliant l'équation donnant L(x, μ) par Pj et en intégrant sur μ il vient, compte tenu de la relation d'orthogonalité
{\displaystyle L_{i}(x)=\int _{-1}^{1}P_{i}(\mu )L(x,\mu )\mathrm {d} \mu }
Les premiers polynômes ont une interprétation physique
- l'énergie volumique correspond à L0

{\displaystyle E(x)={\frac {2\pi }{c}}\int _{-1}^{1}L(x,\mu )\mathrm {d} \mu ={\frac {2\pi }{c}}L_{0}(x)}
où c est la vitesse de la lumière.
- l'exitance (flux) correspond à L1 (loi de Lambert)

{\displaystyle M(x)=2\pi \int _{-1}^{1}L(x,\mu )\mu \mathrm {d} \mu =\pi L_{1}(x)}
- la pression

{\displaystyle P(x)={\frac {2\pi }{c}}\int _{-1}^{1}L(x,\mu )\mu ^{2}\mathrm {d} \mu }

### Les moments de Legendre de la fonction de phase
La déviation au cours d'une interaction est supposée ne dépendre que du produit scalaire des angles définissant les directions de propagation Ω = (θ, Φ) et Ω' = (θ', Φ') et on définit la déviation par son cosinus α tel que
{\displaystyle \alpha =\mathbf {\Omega } \cdot \mathbf {\Omega } '=\mu \mu '+{\sqrt {1-\mu ^{2}}}{\sqrt {1-\mu '^{2}}}\cos {(\phi -\phi ')}}
La fonction de phase est développée en polynômes de Legendre
{\displaystyle {\mathcal {P}}(\alpha )={\frac {1}{2\pi }}\sum _{i=0}^{\infty }{\frac {2i+1}{2}}g^{i}P_{i}(\alpha )}
où les gi sont les moments de Legendre de la fonction de phase
{\displaystyle g_{i}=\int _{-1}^{1}{\mathcal {P}}(\alpha )P_{i}(\alpha )\mathrm {d} \alpha }
Le premier moment est souvent utilisé pour caractériser la dissymétrie de la fonction de phase, voire pour construire une fonction standard comme celle de Henyey-Greenstein.

### Le système PN
En multipliant l'équation de transfert par chacun des {\displaystyle P_{j}} et en intégrant sur μ en tenant compte de la propriété d'orthogonalité des polynômes on obtient un système de N+1 équations pour N+2 inconnues {\displaystyle L_{0},L_{1},...L_{N+1}}. On fera donc une hypothèse pour clore le système. La plus simple consiste à imposer {\displaystyle L_{N+1}=0} mais il existe des méthodes plus élaborées exprimant LN+1 en fonction des termes connus.
{\displaystyle {\begin{array}{rcl}{\frac {\mathrm {d} L_{1}}{\mathrm {d} x}}+(\kappa _{a}+\kappa _{d})L_{0}&=&S\\[0.6em]{\frac {i+1}{2i+1}}{\frac {\mathrm {d} L_{i+1}}{\mathrm {d} x}}+\kappa _{i}L_{i}+{\frac {i}{2i+1}}{\frac {\mathrm {d} L_{i-1}}{\mathrm {d} x}}&=&0\,,\qquad 1<i<N-2\\[0.6em]{\frac {N}{2N+1}}{\frac {\mathrm {d} L_{N-1}}{\mathrm {d} x}}+\kappa _{N}L_{N}&=&0\end{array}}}
où
{\displaystyle \kappa _{i}(x)=\kappa _{a}(x)+(1-g_{i})\kappa _{d}(x)}
On montre que la solution tend vers la solution physique lorsque N → ∞.
Elle est équivalente en tous points (difficulté de mise en œuvre, performances en durée de résolution) à la méthode SN, à l'exception des pathologies, différentes dans les deux cas : cette méthode est sensible au phénomène de Gibbs.

## Lien avec l'approximation d'Eddington
L'approximation d'Eddington a été obtenue indépendamment des travaux de James Jeans mais elle constitue en fait la méthode P1. Cette approximation est due à Arthur Eddington. En utilisant l'expression des deux premiers polynômes de Legendre et les quantités définies plus haut le développement s'écrit
{\displaystyle L(\mathbf {x} ,\nu )={\frac {1}{2}}\left[L_{0}(\mathbf {x} )+3\mu L_{1}(\mathbf {x} )\right]}
D'où les quantités
{\displaystyle E={\frac {2\pi }{c}}L_{0}\,,\qquad M=\pi L_{1}\,,\qquad P={\frac {2\pi }{3c}}L_{0}={\frac {E}{3}}}
Cette dernière expression constitue l'approximation d'Eddington.

## Méthode SPN
Cette méthode constitue une simplification de la méthode PN (S pour simplified) proposée par E. M. Gelbart de manière heuristique et justifié ultérieurement par l'analyse asymptotique ou par une approche variationnelle. Dans cette méthode on omet la dérivée pour les valeurs paires de i, d'où
{\displaystyle L_{i}=-{\frac {1}{\kappa _{i}}}\left({\frac {i+1}{2i+1}}{\frac {\mathrm {d} L_{i+1}}{\mathrm {d} x}}+{\frac {i}{2i+1}}{\frac {\mathrm {d} L_{i-1}}{\mathrm {d} x}}\right)}
En rapportant cette expression dans le système PN on obtient le système SPN : pour i impair
{\displaystyle {\begin{array}{rcl}{\frac {\mathrm {d} }{\mathrm {d} x}}\left({\frac {1}{3\kappa _{1}}}{\frac {\mathrm {d} L_{0}}{\mathrm {d} x}}\right)+{\frac {\mathrm {d} }{\mathrm {d} x}}\left({\frac {2}{3\kappa _{1}}}{\frac {\mathrm {d} L_{2}}{\mathrm {d} x}}\right)&=&-\kappa _{a}S\\[0.6em]{\frac {i(i-1)}{(2i+1)(2i-1)}}{\frac {\mathrm {d} }{\mathrm {d} x}}\left({\frac {1}{\kappa _{i-1}}}{\frac {\mathrm {d} L_{i-2}}{\mathrm {d} x}}\right)+{\frac {(i+1)(i+2)}{(2i+1)(2i+3)}}{\frac {\mathrm {d} }{\mathrm {d} x}}\left({\frac {1}{\kappa _{i+1}}}{\frac {\mathrm {d} L_{i+2}}{\mathrm {d} x}}\right)&&\\[0.6em]+{\frac {\mathrm {d} }{\mathrm {d} x}}\left[\left({\frac {(i+1)^{2}}{(2i+1)(2i+3)\kappa _{i+1}}}+{\frac {i^{2}}{(2i+1)(2i-1)\kappa _{i-1}}}\right){\frac {\mathrm {d} L_{i}}{\mathrm {d} x}}\right]-\kappa _{i}L_{i}&=&0\end{array}}}
Il s'agit d'un système d'équations de type diffusion donc sans difficulté numérique. Le nombre d'équations a été réduit par un facteur 2.

## Un exemple simple

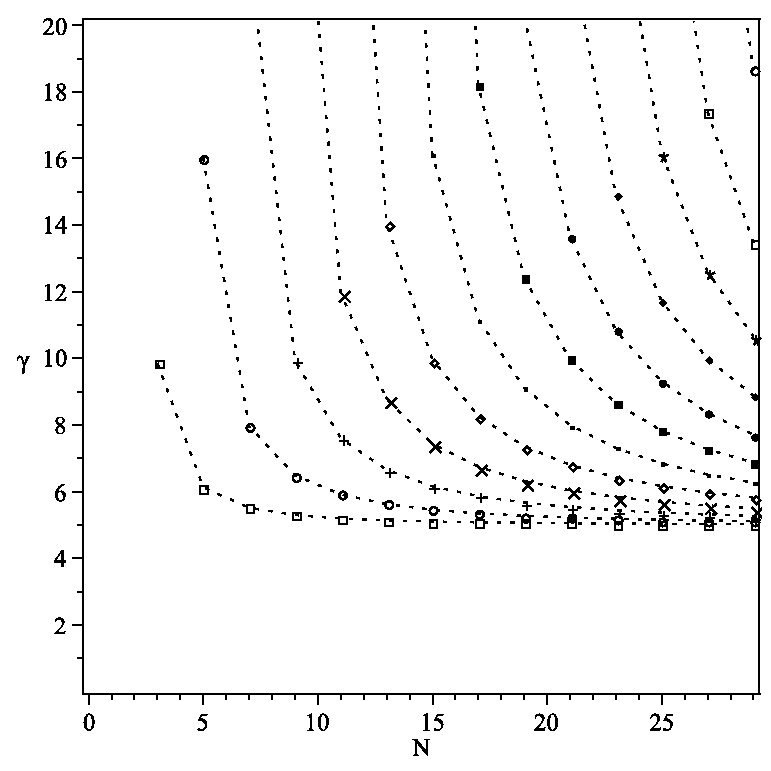
Milieu homogène semi-infini ; exposants en fonction de N.

Supposons un milieu homogène semi-infini à diffusion isotrope. Le système PN est alors le système linéaire suivant
{\displaystyle \left|{\begin{array}{ccccccc}0&{\frac {1}{\kappa _{a}}}&0&0&...&0\\[0.6em]{\frac {1}{3\kappa _{1}}}&0&{\frac {2}{3\kappa _{1}}}&0&...&0\\[0.6em]0&{\frac {2}{5\kappa _{2}}}&0&{\frac {3}{5\kappa _{2}}}&...&0\\[0.6em]0&0&{\frac {3}{7\kappa 4}}&0&...&0\\[0.6em]...&...&...&...&...&{\frac {N}{(2N+1)\kappa _{N}}}\\[0.6em]0&0&0&...&{\frac {N+1}{(2N+3)\kappa _{N}}}&0\end{array}}\right|\left|{\begin{array}{c}{\frac {\mathrm {d} L_{0}}{\mathrm {d} x}}\\[0.6em]{\frac {\mathrm {d} L_{1}}{\mathrm {d} x}}\\[0.6em]{\frac {\mathrm {d} L_{2}}{\mathrm {d} x}}\\[0.6em]...\\[0.6em]{\frac {\mathrm {d} L_{N-1}}{\mathrm {d} x}}\\[0.6em]{\frac {\mathrm {d} L_{N}}{\mathrm {d} x}}\end{array}}\right|=-\left|{\begin{array}{c}L_{0}\\[0.6em]L_{1}\\[0.6em]L_{2}\\[0.6em]...\\[0.6em]L_{N-1}\\[0.6em]L_{N}\end{array}}\right|+\left|{\begin{array}{c}S\\[0.6em]0\\[0.6em]0\\[0.6em]0\\[0.6em]0\\[0.6em]0\\[0.6em]0\end{array}}\right|}
On suppose que N est impair : avec cette condition la matrice ci-dessus qui est diagonalisable a N + 1 valeurs propres réelles par paires de signe opposé, ce qui justifie le choix d'une valeur impaire. Sa solution se met sous la forme d'une solution générale du système homogène constitué de (N + 1) / 2 exponentielles négatives (les valeurs positives étant exclues pour obtenir une solution finie) et du terme constant S / κa constituant une solution particulière
{\displaystyle L_{i}={\frac {S}{\kappa _{a}}}+\sum _{1}^{\frac {N+1}{2}}\beta _{i}e^{-\gamma _{i}x}}
La courbe donnant les valeurs de γi montre la convergence de la méthode avec l'ordre. Les faibles valeurs correspondantes aux termes variant le plus lentement convergent plus rapidement. D'une façon générale l'erreur varie comme N-2.